# Staurastrum striolatum
Staurastrum striolatum là một loài Song tinh tảo trong họ Desmidiaceae, thuộc chi Staurastrum.